# サンガブリエル・バレー
サンガブリエル・バレー（英: San Gabriel Valley）は、アメリカ合衆国カリフォルニア州南部の主要なバレー（川の流域を中心とした平原）である。ロサンゼルス市の東、プエンテヒルズの北、サンガブリエル山脈の南、インランド・エンパイアの西に位置している。バレーの中央を南に流れるサンガブリエル川からその名前が付けられた。この川そのものは1771年にウィッティア・ナローズに建設されたスペインの大天使サンガブリエル伝道所に因んで名付けられていた。サンガブリエル・バレーはかつて農業が主体だったが、現在ではロサンゼルス大都市圏と一体になり、ほとんど全て都市化されている。人種・民族的に国内でも最大級に多様な地域である。広さは200平方マイル (500 km2) あり、31の都市と5つの未編入領域が含まれている。1886年にバレーの主要都市であるパサデナ市がロサンゼルス郡で初めて法人化された都市になった。

## 都市と町

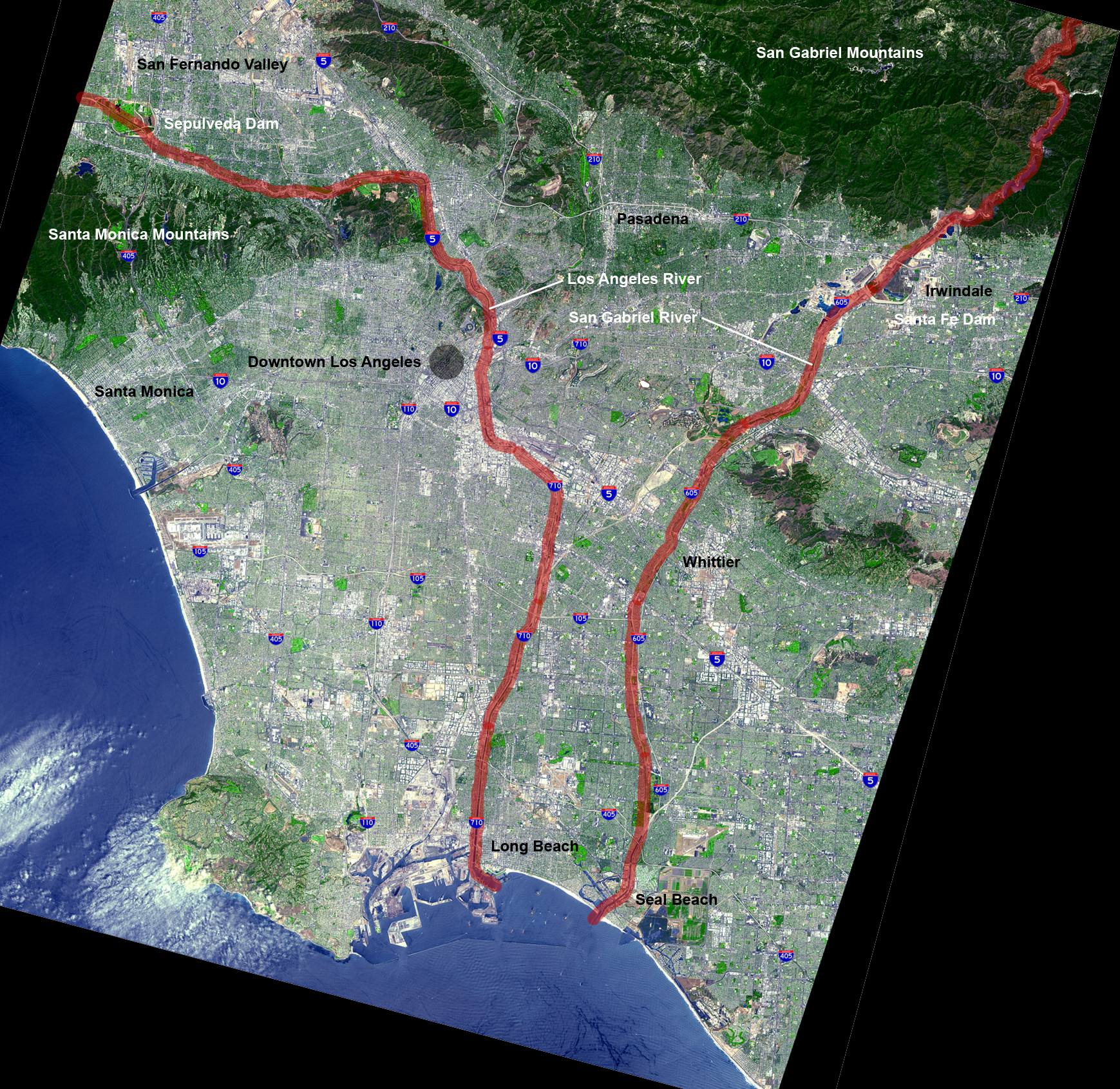
周辺図、ロサンゼルス川が左側の赤い線、サンガブリエル川が右側の赤い線

サンガブリエル・バレーはロサンゼルス郡内にある。法人化都市と未編入の地区は次の通りである。
| - アルタデナ - アルハンブラ - アルカディア - アボカドハイツ - アズサ - ボールドウィンパーク - バセット - ブラッドベリー - チャーターオーク - シトラス - シティ・オブ・インダストリー - クレアモント | - コビーナ - ダイアモンドバー - デュアルテ - イーストパサデナ - エルモンテ - グレンドーラ - ハシエンダハイツ - ヒルグローブ - アーウィンデール - ラカニャーダフリントリッジ - ラプエンテ - ラバーン | - メイフラワービレッジ - モンロビア - モンテベロ - モントレーパーク - ノースエルモンテ - パサデナ - ポモナ - ローズミード - ロウランドハイツ - サンディマス - サンガブリエル - サンマリノ | - シエラマドレ - サウスエルモンテ - サウスパサデナ - サウスサンガブリエル - サウスサンホセヒルズ - テンプルシティ - バリンダ - ビンセント - ウォルナット - ウェストコビーナ - ウェストプエンテバレー |

ウィッティアの町はモンテベロと同様、サンガブリエル・バレーの都市であると同時に、ゲイトウェイシティーズに属するとも考えられている。ウィッティアの一部はプエンテヒルズの南に位置している。この丘陵部はサンガブリエル山脈に比して小さいが、ウィッティアの大半がその周辺にあることにより、サンガブリエル・バレーの都市と見なされている。このことはモンテベロも同様であり、地理的にはサンガブリエル・バレーの一部だがゲイトウェイシティーズ地方政府委員会の一員にもなっている。
サンディマス、クレアモント、ポモナ、ダイアモンドバーおよびラヴェルヌの各都市はサンガブリエル・バレーに隣接しており、ポモナ・バレーの一部と考えるのが適切だが、通常はサンガブリエル・バレーに属すると見なされている。オレンジ・フリーウェイが通常ポモナ・バレーとサンガブリエル・バレーを分ける線と考えられている。しかし、統計上また経済開発の目的上、ロサンゼルス郡はこれら5都市をサンガブリエル・バレーに含むものとしている。ロサンゼルス市に入るエルセレノ地区はサンガブリエル・バレーの西端に位置している。非公式な推計ではサンガブリエル・バレーの人口を約200万人としており、ロサンゼルス郡内人口のほぼ5分の1である。

## 初期の歴史
スペイン人が来る前のこの土地はサンガブリエル川の支流リオホンド川に沿っており、ユト・アステカ語族インディアンに属するトングバ族が住んでいた。トングバ族はロサンゼルス盆地の大半とサンタカタリーナ島、サンニコラス島、サンクレメンテ島およびサンタバーバラ島を領有していた。バレーの北側はトングバ族の支流であるハハノグナ族（ショショーニ語族）が占めており、アロヨセコや山岳部からパサデナ南部地域までの峡谷に散らばった集落に住んでいた。1542年、スペイン人探検家フアン・ロドリゲス・カブリロがサンペドロとサンタカタリーナ島岸沖に到着した。このときトングバ族はカブリロに合うために注目すべきティアット（板を貼り合わせたカヌー）を漕いで出てきた。その言語は隣接するインディアン部族とは異なっており、スペイン人はその人々をガブリエリーノと呼んだ。トングバ族は現在の地名の多くも提供した。ピウォンガがポモナ、パサケグナがパサデナ、クコモグナがクカモンガとなった。ガブリエリーノは藁葺き屋根のドーム状の建物に住んでいた。男女ともに髪が長く、体には入れ墨があった。暖かいときに男性はほとんど衣服を纏わないが、女性は動物の生皮でできた小さなスカートをはいていた。寒い時には動物の皮でできたケープを羽織っていた。ヨーロッパから伝わった疫病がトングバ族の多くを殺し、1870年までにこの地域にはほとんどインディアンがいなくなった。今日、トングバ族の幾つかのバンドがロサンゼルス地域に住んでいる。

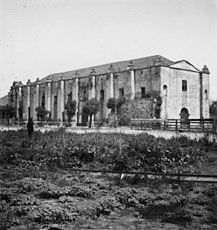
大天使サンガブリエル伝道所、1900年頃、前面の道はエルカミノレアルの一部だった

フランシスコ会宣教師、アンヘル・ソメラ牧師とペドロ・カンボン牧師が1771年9月8日に初代の大天使サンガブリエル伝道所を設立した。そこはサンガブリエル・ブールバードがリオホンド川を越える地点に近く、現在のサンチェス・アドビ邸宅にも近かった。このことがスペイン人によるロサンゼルス地域開拓の端緒になった。サンガブリエル伝道所はエルカミノレアルに沿って21か所設立された伝道所の3番目だった。サンガブリエル伝道所は牛の牧場や農園としても機能したが、設立から6年後に破壊的な洪水に襲われたことで、神父達はさらに北の現在サンガブリエル市となっている場所に移転した。初代伝道所があった場所には現在カリフォルニア州歴史史跡の標識が置かれている。
伝道の初期時代、この地域はランチョの仕組みで動かされた。現在のモンテベロ市を構成する土地は当初ランチョ・サンアントニオ、ランチョ・ラ・マーセドおよびランチョ・パソ・デ・バルトロの部分だった。1844年に建設されたフアン・マティアス・サンチェス・アドベがモンテベロ市東部ラ・マーセド地区にある昔のランチョ・ラ・マーセドの中心に今も建っている。近年改修され、市内最古の建造物となっている。
大天使サンガブリエル伝道所はスペイン植民地社会の中心的な役割を果たし、この伝道所で地域では初期のメキシコ人開拓者の多くが洗礼を受けた。その中には1801年に生まれて洗礼を受けたピオ・ピコも含まれていた。ピオ・ピコは1832年と1845年の2度カリフォルニアの知事となり、ピコリベラ市はメキシコのカリフォルニア知事最後の者となったピコを顕彰する命名である。
1847年1月8日、モンテベロでリオ・サンガブリエルの戦いが起こった。リオホンド川の岸でカリフォルニアの領有を巡り、メキシコとの最後の武装闘争が行われた。この戦闘の結果、ロサンゼルスとアルタ・カリフォルニアの支配権がアメリカ合衆国に移行し、米墨戦争で勝利するための重要な要因になった。この戦闘から2日後、幾つかの戦闘で敗北を喫していたメキシコはアルタ・カリフォルニアをアメリカ合衆国に割譲した。1852年、サンガブリエルの町はアメリカ占領後ロサンゼルス郡では初のタウンシップとなった。今日この場所はカリフォルニア州立歴史史跡第385号に指定されており、戦闘を記念して川沿いのブラフ道路とワシントン・ブールバードを見下ろす場所に2門の旧式大砲と銘板が置かれている。
1853年、アメリカ陸軍工兵隊の1部隊が鉄道を建設するための最良のルートを探してこの地域を通った。地質学者ウィリアム・P・ブレイクは、かつて広大なブドウ園だったものが衰退し、フェンスが壊れて動物が自由に出入りしている様を観察した。しかし教会は使われ、鐘が鳴らされていた。ブレイクは「カリフォルニアの土地をブドウの栽培に使い、ワインを生産すれば、この州は金や穀物だけでなく、果物やワインによって祝されるようになると信じる」と予言的に記していた。
南北戦争後、イーストロサンゼルスの5,000 エーカー (20 km2) ほどの土地がイタリアのジェノアから来た開拓者アレッサンドロ・レペットに所有されていた。1885年にレペットが死んだ後、その兄弟が銀行家イサイアス・ヘルマンおよび卸商で歴史家のハリス・ニューマークを含むロサンゼルスの事業家5人が作る共同事業体に、そのランチョを6万ドル、エーカー当たり約12ドルで売却した。
19世紀半ばのサンガブリエル・バレーには中国人、日本人、フィリピン人および南アジア人が開拓に入った。これらの者は畑で働き、ぶどうや柑橘類を収穫し、今日のサンガブリエル・バレーのインフラとなるものを建設した。1920年代、日系移民が農業労働者としてモントレーパークに到着した。
1917年モンテベロヒルズでスタンダード・オイル社が石油を発見し、地域に革命的な変化をもたらした。農業が主だった丘陵部は間もなく石油生産に使われるようになった。1920年までにここの油田はカリフォルニア州が生産する原油の8分の1を産出した。その後の数十年間この丘陵部には活動する油井が点在していた。
ウィッティア、コビーナおよびパサデナの各都市は元柑橘類栽培地帯にあった。さらに石油、酪農業および牛の飼育が地域南部の振興に役立った。サンガブリエル・バレーの特にコビーナやウォルナットにあった乗馬道は使われなくなって廃れていった。ウェストコビーナ東部とカリフォルニア州立ポリテクニク大学ポモナ校の間やウォルナット、ダイアモンドバーの地域などに現在も田園部的雰囲気が残っている。

### 歴史年譜

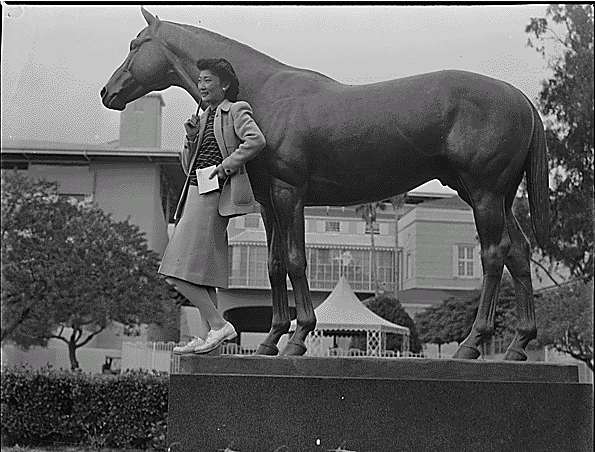
第二次世界大戦中にサンタアニータパークで拘束された日系アメリカ人女性。シービスケットの銅像がある。1942年撮影

- 1890年 - パサデナで最初のトーナメント・オブ・ローズのパレードが行われた
- 1914年 – 今日のシティ・オブ・ホープ国立医療センターが建てられているブロックに最初の2つのテントが立てられた。
- 1920年 - カリフォルニア工科大学がパサデナで開校
- 1941年 - アメリカ合衆国最初の高速道路アロヨセコ・パークウェイが開通
- 1942年-1944年 日系アメリカ人が第二次世界大戦中にサンタアニータパークの強制収容所に送られた。俳優のジョージ・タケイを含め、17,000人が馬小屋で生活した
- 1940年代-1950年代 - 多くの農地がベッドタウンに転換された
- 1957年 - サンバーナーディーノ・フリーウェイ（州間高速道路10号線）開通
- 1960年代後半 - エルモンテでメキシコ系アメリカ人によるチカーノ抗議運動
- 1970年代-1980年代 - 台湾人移民がモントレーパークとその近郷に入植を始めた
- 1980年代-現在 - 中国と香港からの移民がアルハンブラ、アルカディア、エルモンテ、モントレーパーク、ローズミードおよびサンガブリエルへの入植を始めた

## 多様な文化
サンガブリエル・バレーの地域社会にはあらゆる民族集団がかなりの比率で住んでおり、この地域は合衆国の中でも最も民族的に多様な地域の1つということができる。サンガブリエル・バレーに住んでいる最も大きな民族はヒスパニック系とアジア系である。グレンドラ、ラヴェルヌ、モンロビア、サンマリノ、シエラマドレ、チャーターオーク、パサデナ、サウスパサデナ、サンディマスの各町とコビーナの南部と東部にはかなりの数のコーカサス系住民が住んでいる。
アフリカ系アメリカ人の人口は比較的少ない。しかし、アルタデナ西部とパサデナ北西部およびモンロビアにはかなりの人口がおり、歴史のあるアフリカ系アメリカ人社会がある。

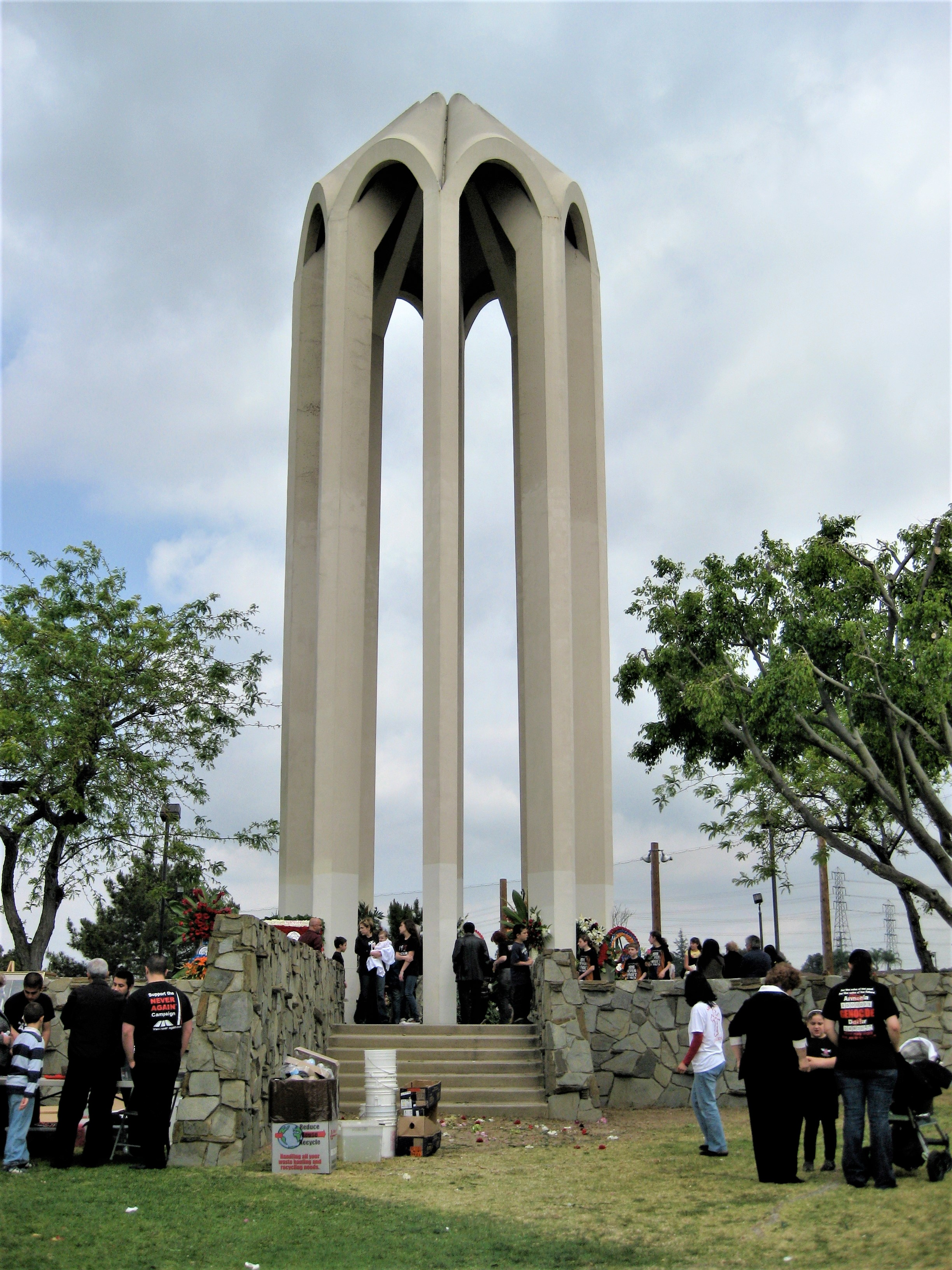
アルメニア人虐殺の記念碑、モンテベロ

モンテベロにはロサンゼルス郡で最古のアルメニア系人社会があり、カリフォルニア州では唯一のアルメニアの大聖堂、ホリークロス・アルメニア使徒大聖堂がある。ビックネル公園にあるアルメニア殉教者祈念碑はオスマン帝国によるアルメニア人虐殺の犠牲者を悼むものであり、世界でも公共資産の上に立てられた最大の祈念碑となっている。
ヒスパニック系、中でもメキシコ系アメリカ人はアズサ、ボールドウィンパーク、シティ・オブ・インダストリー、エルモンテ、ラプエンテ、モンテベロ、ローズミード、サンガブリエル、サウスエルモンテ、ウェストコビーナおよびウィッティアの町に集中しており、パサデナとサウスパサデナにもかなりの数がいる。モントレーパークでは市の南西部、イーストロサンゼルス近くとロサンゼルス市のベルベディア地区に集中している。その南西部はモントレーパークに併合する前にイーストロサンゼルスに属していた。
サンガブリエル・バレーには国内でも最大級に中国系アメリカ人が集中した社会がある。国内で中国系の人口比率が高い都市10都市のうち8都市がサンガブリエル・バレー内にある。アジア太平洋アメリカ・リーガルセンターの2004年報告書では、ウォルナット、サンガブリエル、サンマリノ、ローズミード、およびモントレーパークの各都市がアジア系アメリカ人過半数の町となっている。南カリフォルニアにもたらされた豊かな遺産を反映して多くの新しい中華街がサンガブリエル・バレーの多くの都市で作られてきた。
ガブリエレーノ/トングバ・オブ・サンガブリエルはサンガブリエル市に本部を置いている。インディアンの小集団はアルカディア、ロウランドハイツ、ウォルナットおよびダイアモンドバーにある。ヨーロッパ人による侵略があったもののインディアンの社会は南カリフォルニアの地域社会と一体になって残っている。
ウェストコビーナやウォルナットには多くのフィリピン系アメリカ人が住んでいる。ベトナム系アメリカ人はサンガブリエル、ローズミードおよびエルモンテに集中する傾向にある。韓国系アメリカ人はヘシエンダハイツ、ロウランドハイツおよびダイアモンドバーに住んでいる。歴史ある日系アメリカ人社会はモンテベロ北部近くに存在している。

## 人口動態
サンガブリエル・バレーの総人口は2000年国勢調査の4月1日時点で1,510,378 人であり、そのうち1,425,596 人が法人化済み30都市に住んでいた。2010年の推計では総人口が200万人以上となっている。
2000年国勢調査に拠れば、世帯当たり平均人数は3.28人であり、ロサンゼルス郡全体の2.98人より多い。バレー内8都市では4人以上であり、未編入のサウスサンホセヒルズでは5.07人だった。少ない方ではシエラマドレの世帯当たり人数が2.20人だった。
サンガブリエル・バレーの年齢別人口分布は郡全体と比較してやや異常である。最も多い年齢層は10歳から19歳で、15.5％であり、郡全体では14.8％だった。また45歳以上の比率も高い。収入は極めて幅広く分布している。世帯当たり収入中央値が最も高いのはサンマリノで117,267ドル、続いてラカニャーダフリントリッジ（109,989ドル）、ブラッドベリー（100,454ドル）である。低い方ではエルモンテの32,439ドルである。他に4都市で4万ドル以下となっている。

### アジア系アメリカ人の流入
カリフォルニア州の他地域と同様、サンガブリエル・バレーには初期中国人移民は大半が労働者として入植した。彼等はオレンジを箱詰めし、クルミを摘み、建設現場や洗濯場で働き、裕福な家庭ではコックや召使いとして使われた。ほとんどが独身の社会であり、初期中国人は子孫を多く残さなかった。1880年代後半までに日系アメリカ人の人口が増加した。フィリピン人とインド人もこのバレーの労働力になった。

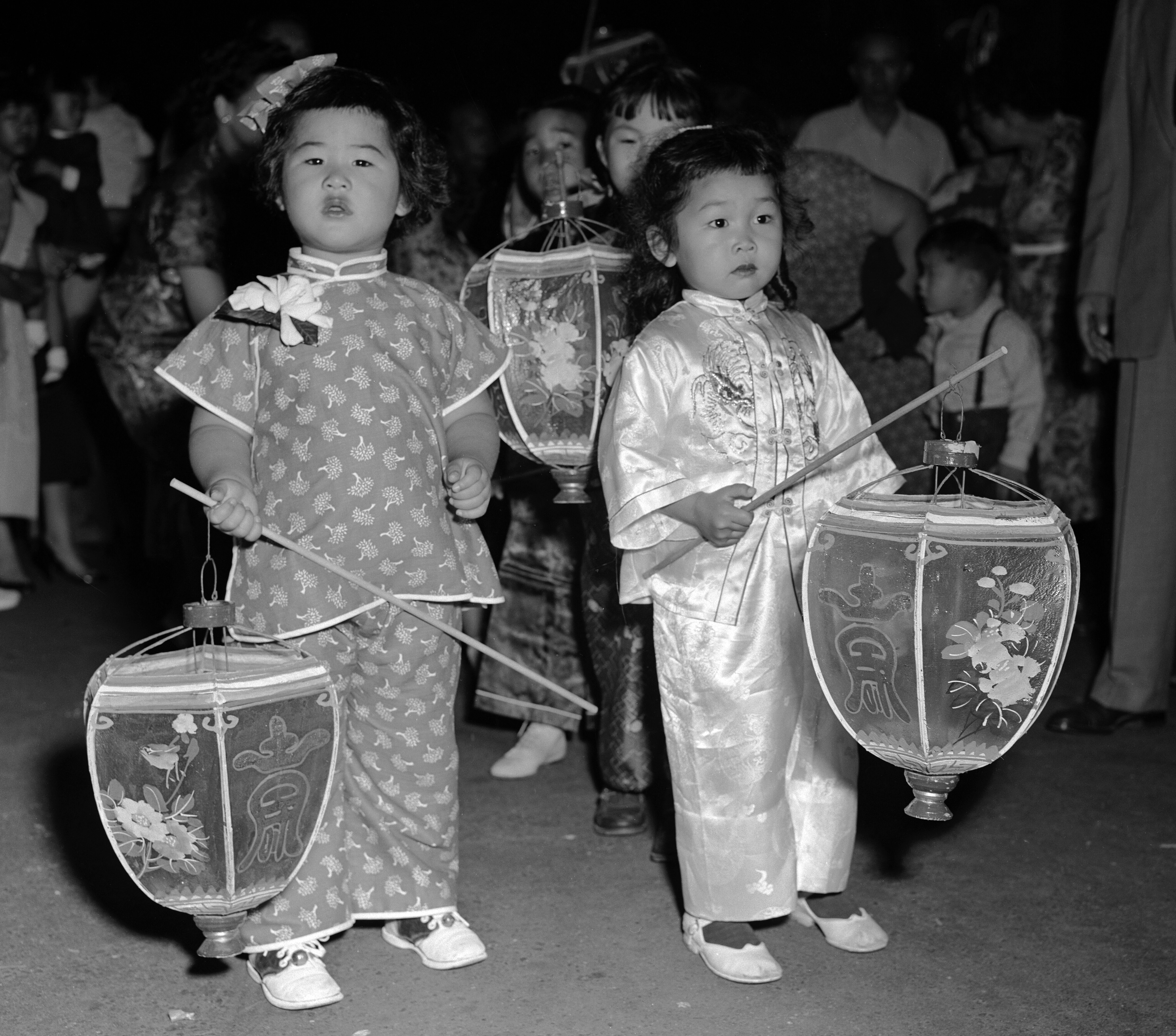
中華街の月祭ランタンパレード、1954年

サンガブリエル・バレーの急成長するアジア系アメリカ人（特に中国人）人口を反映して、幾つかの事業地区が発展し、バレー・ブールバード・コリダーにそって緩やかに結合された南カリフォルニア中華街が作られその需要に対応している。この傾向は、主に台湾から多くの裕福な中国人専門家がこの地域に入ってくるようになった1970年代後半に、モントレーパークで始まった。当初多くの中国人料理店経営者や事業家はその屋号に主に中国語を使い、英語の名前は無かった。これが1986年に変化した。モントレーパーク市政委員会は公衆安全の名目で、あらゆる事業家が屋号を英語に翻訳しその事業の性格を示すことを求める条令を制定した。
モントレーパークはサンガブリエル・バレーにおけるアジア系アメリカ人の歴史と変遷を示す、変動する人口動態の小宇宙である。ローズミードでは小さな集団のベトナムと中国の事業地区がある。サンガブリエル・バレーの都市全体に鏤められた中国系アメリカ人事業の小さな容れ物もある。ロウランドハイツでは一握りの韓国系アメリカ人の商店街が中国系アメリカ人の事業と共存している。ウェストコビーナではアジア系屋内および屋外ショッピングセンターと共にフィリピン系アメリカ人の「リトルマニラ」が存在している。小さな中華街ならばバレー全体の多くの都市に出現している。

## 地元で興味有るもの
サンガブリエル・バレーでは毎年トーナメント・オブ・ローズのパレードが開催されている。これはパサデナ市で元旦に行われ全国のテレビで放映される。このパレードの後、カレッジフットボールのライバルチームの対戦であるローズボウルもテレビ中継される。

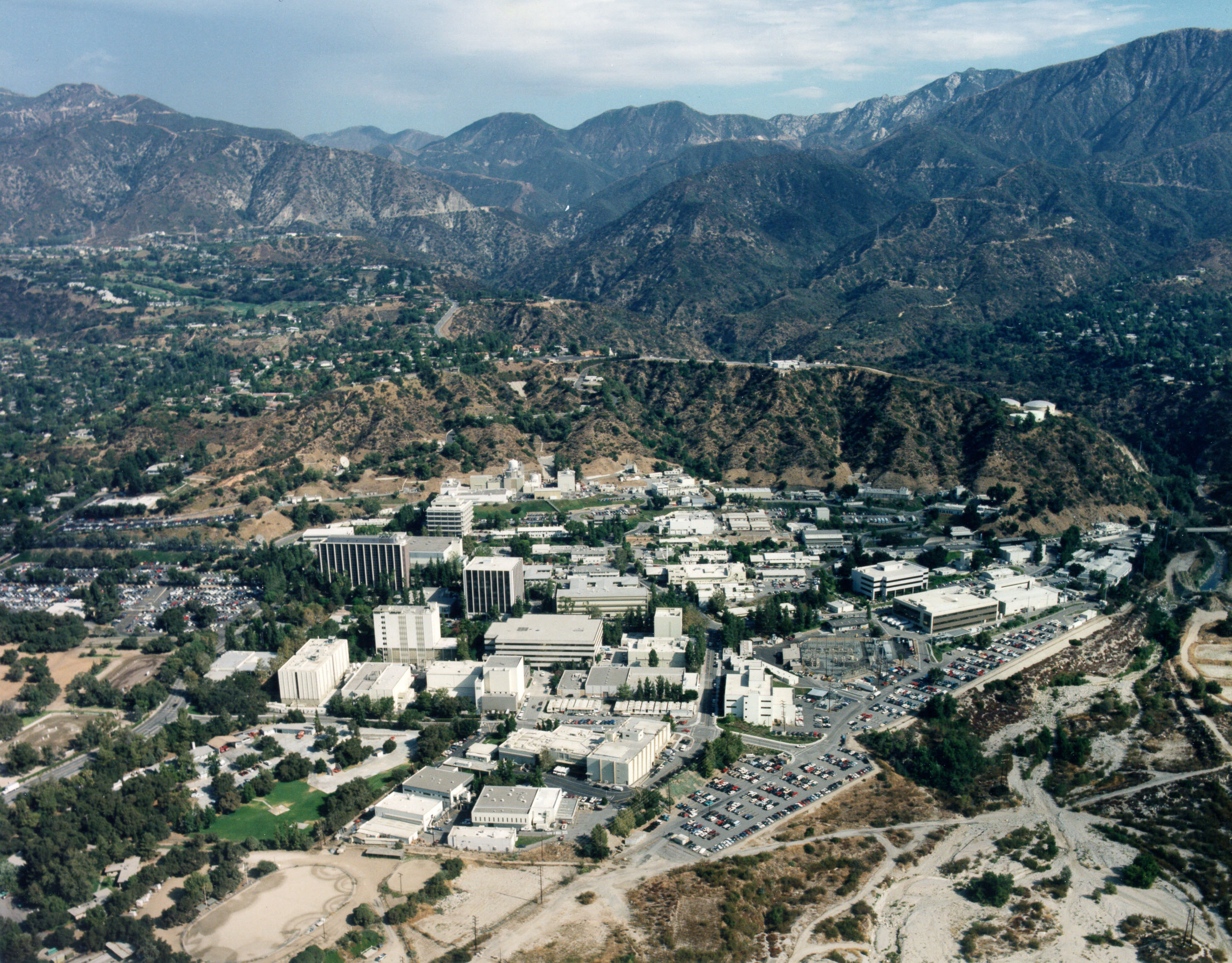
ラカニャーダフリントリッジにあるジェット推進研究所

パサデナ市はこのバレー最古の法人化された町として文化的な中心になっている。パサデナ・プレイハウスなどアートシアター系の映画や演劇のための劇場が市内にある。さらに全国公共ラジオ系のKPCC-FMラジオ局はパサデナシティ・カレッジからニュースとトークの番組を流しており、ミネソタ公共ラジオが運営している。
オールドタウン・パサデナは改修され活性化されてきており、非常に人気がある。ナイトライフ、ショッピングセンター、ブティーク、屋外カフェ、ナイトクラブ、コメディクラブが並び、様々なレストランがある。他の地域社会でも商業地区の再開発、古い中心街やメインストリートの再活性化によってこの成功に習おうとしている。
アズサ市は『ルート66』のテーマを使って、かつて荒廃していた中心街の再開発を奨励してきた。コビーナはその郷愁を誘う中心街に小さな町の雰囲気を強調し、大型の郊外小売店よりも家族経営の商店を強調することで小さな成功を収めた。モンロビアもそのオールドタウンにこのテーマを使った。アルハンブラはメインストリートに沿った中心街を活性化させてきた。サンガブリエル伝道所は歴史的文化の中心になっている。
パサデナ市にはカリフォルニア工科大学がある。この大学は論文の引用指数、ノーベル賞受賞者のような基準で世界のトップ10に入る大学である。著名なジェット推進研究所も運営しており、NASAの多くの飛行船を設計し開発した。
ボールドウィンパーク市はハンバーガー・ファストフードチェインのIn-N-Out Burgerの誕生地である。第1号店は1948年に開店した。

### 政治と政府
大半の都市は独自の市長、市政委員会、警察署および消防署を持っている。ハシエンダハイツやロウランドハイツのような未編入地域はロサンゼルス郡管理委員会が統治し、ロサンゼルス郡保安部が司法を担当している。
多くの未編入地域では、町の諮問委員会が管理委員会あるいはシティマネジャーが下した決定事項をガイドしている。この団体は地元の家屋所有者協会などの共同作業として始まった。ハシエンダハイツ改善協会、ロウランドハイツ協調委員会およびアルタデナ町政委員会が、社会を代表する郡監督官から公式に認められた諮問員会の例である。
2003年ハシエンダハイツの有権者は市として法人化する案を否決した。地元選出の市長や市政委員会に統治されるよりもロサンゼルス郡管理委員会に統治される状態のままであることを選んだ。

## 交通
フットヒル交通とロサンゼルス郡都市圏交通局（メトロ）がバレー全体のバス便を運行している。メトロのバスターミナルはエルモンテにある。メトロリンクの通勤列車は西のロサンゼルス市中心街から東のサンバーナーディーノ市まで、このサンガブリエル・バレーを抜けて走っている。メトロはロサンゼルス市中心街からアズサまでロサンゼルス郡都市圏交通局A線のライトレールも運行している。この線を東に延伸して幾つかの町を結ぶ計画が進行中である。メトロは国内輸送機関運営主体としてはユニークである。国内で最大かつ最も人口が多い郡の交通計画作成と取りまとめ役、設計者、建設者かつ運営者として機能している。鉄道は約175キロメートル、バスは約2,000台を運行している。
幾つかの都市は独自の市内交通機関を持っている。そのような都市は次の通りである。
- アルハンブラ[30]
- ボールドウィンパーク[31]
- ラプエンタ[32]
- モンテベロ[33]
- モントレーパーク[34]
- ウェストコビーナ[35]
- アルカディア[36]
- モンロビア[37]
- テンプルシティ[38]

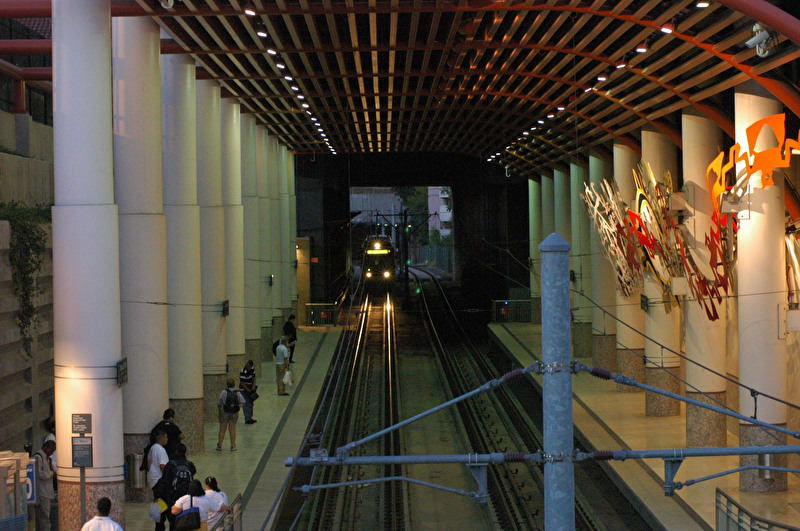
メトロ・ゴールドラインのメモリアルパーク駅

サンガブリエル・バレーには幾つかの主要高規格道路が通っている。
- フットヒル・フリーウェイ（州間高速道路210号線とカリフォルニア州道210号線）
- ベンチュラ・フリーウェイ（カリフォルニア州道134号線）
- サンバーナーディーノ・フリーウェイ（州間高速道路10号線）
- ポモナ・フリーウェイ（カリフォルニア州道60号線）
- パサデナ・フリーウェイ（カリフォルニア州道110号線）
- ロングビーチ・フリーウェイ（州間高速道路710号線）
- サンガブリエル川フリーウェイ（州間高速道路605号線）
- オレンジ・フリーウェイ（カリフォルニア州道57号線）

州間高速道路710号線はアルハンブラの西端、カリフォルニア州立大学ロサンゼルス校の近くで突然終わっている。短く不連続で表示も無い支線がパサデナ市のカリフォルニア・ブールバードで始まり、州間高速道路210号線とカリフォルニア州道134号線のジャンクションで終わっている。1950年代後半以来、州間高速道路710号線の2つの部分を繋ぐ計画が、長く異論の多い論争を生み、長期の訴訟も行われてきた。サウスパサデナの多くの住人はその建設のために家屋を失うことを恐れた。その中には歴史的に貴重な職人技もあった。都市圏交通局とカルトランは延伸に熱心であり、いわゆる「710号線の隙間」を埋めるために地下トンネルを建設する案も提案した。バレー全体が大変な交通渋滞に苦しんでおり、州間高速道路710号線を完成させる計画は、バレー内全都市の政治にとって大きな問題であり、あらゆるレベルの政府候補者が繰り返しこの問題に関する立場を主張してきた。
サンガブリエル・バレーの外れに高速道路カリフォルニア州道210号線（元は州道30号線、サンバーナーディーノ郡ではその表示が何か所か残っている）の東側部分があり、その州道57号線と州間高速道路15号線の間が境界となるラヴェルヌの町で同様な議論を呼んできた。最終的には建設が進み2002年にはフットヒル・フリーウェイに組み込まれた。
カリフォルニア州道39号線は北のサンガブリエル山脈に入り、クリスタル湖レクリエーション地域に通じている。この地域とエンジェルス・クレスト・ハイウェイ（州道2号線）とを繋ぐ部分は、1970年代初期から大規模な損傷と地滑りのために一般の通行が閉鎖されたままである。
一般用途の航空利用はエルモンテのエルモンテ空港と、ポモナのブラケット飛行場で可能である。

## 地元メディア

### 新聞とオンラインメディア
地元の英語日刊紙は「ロサンゼルス・タイムズ」のサンガブリエル・バレー版である「サンガブリエル・バレー・トリビューン」と「パサデナ・スターニューズ」であり、どちらもウェストコビーナの同じ事務所で印刷されている。「パサデナ・スターニューズ」はバレーの西側を、サンガブリエル・バレー・トリビューン」は東側をカバーしている。ビジネス関連のニュースは「サンガブリエル・バレー・ビジネスジャーナル」が扱っている。
その他広く読まれているメディアとして週刊の「マウンテンビューズ・ニューズ」と「ミッドバレー・ニューズ」があり、コアメディアの発行する週刊紙はバレー内幾つかの都市をカバーしている。
幾つかの大手新聞社がロサンゼルス大都市圏にいる多くの中国語読者に対応している。その多くはサンガブリエル・バレーに本拠を置いている。中国語の全国紙「チャイニーズ・デイリーニューズ」（「ワールド・ジャーナル」のロサンゼルス版）と「インタナショナル・デイリーニューズ」はどちらもモントレーパークで印刷されている。香港に本拠を置く「シン・タオ」のロサンゼルス版はアルハンブラで印刷され、特別に広東語読者のために作られている。「ジ・エポック・タイムズ」（大紀元）はニューヨーク市に本拠があり、そのロサンゼルス事務所はサンガブリエルにある。これらの新聞はサンガブリエル・バレーの中国系アメリカ人社会、ロサンゼルスのチャイナタウン、サンディエゴ市およびネバダ州ラスベガス市で購読されている。ただし、サンディエゴ市とラスベガス市では中国系アメリカ人の人口密度が比較的低いためにロサンゼルス版が購読されている。

### 映画のロケ現場
ハリウッドの大ヒット映画が幾つかサンガブリエル・バレーの中で撮影された。1978年のジョン・カーペンターのホラー映画『ハロウィン』では、イリノイ州の想像上の町ハドンフィールドの薄暗い背景として、サウスパサデナとアルハンブラが使われた。パサデナとサウスパサデナのある地域はアメリカ合衆国中西部の外観に似ている。パサデナのドーム状市役所は庁舎あるいは議事堂として数多いコマーシャルや映画に使われており、そのサウスレイク商店街は「ビバリーヒルズ・ニンジャ」のロデオ・ドライブとして使われた。

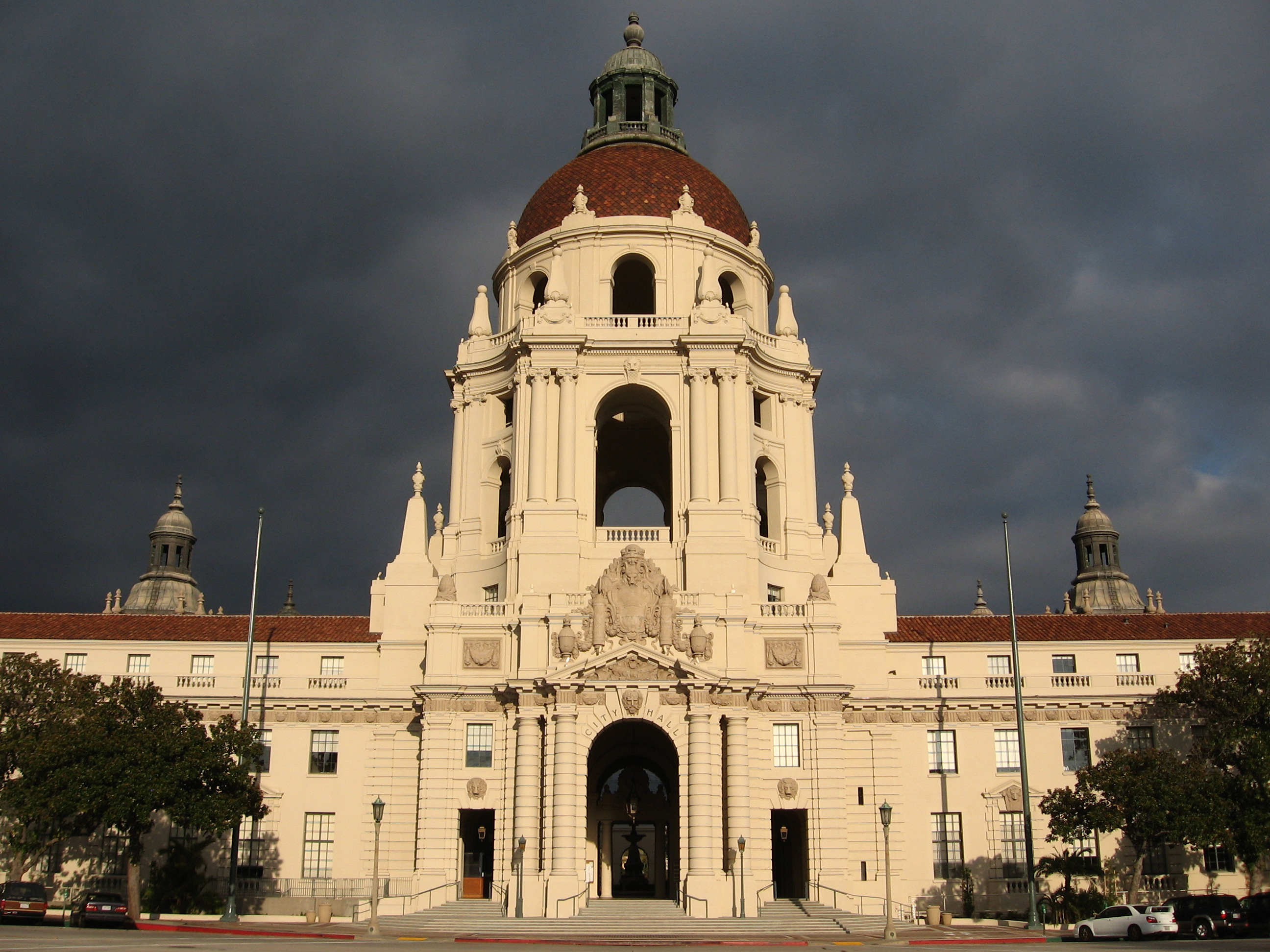
パサデナのドーム状市役所

サンマリノ市は多くの映画やテレビ番組の背景に使われてきた。サンマリノで撮影された映画として、「Mr.&Mrs. スミス」、「ディスタービア」、「Enough」、「ウエディング宣言」、「SAYURI」、「フレイルティー 妄執」、「メン・イン・ブラック2」、「ホット・チック」、「ストーカー」、「N.Y.式ハッピー・セラピー」、「ウェディング・プランナー」、「Starsky & Hutch」、「ディボース・ショウ」、「Mystery Men」、「キューティ・ブロンド/ハッピーMAX」、「ナッティ・プロフェッサー クランプ教授の場合」、「Beverly Hills Ninja」、「クリスティーナの好きなコト」、「シモーヌ」、「チャーリーズ・エンジェル」、「幸福の条件」および「American Wedding」があった。テレビのゴールデンタイム用映画としては「フェリシティの青春」、「The Office」、「ザ・ホワイトハウス」および「エイリアス」があった。さらにサンマリノ高校の2004年と2005年の卒業生は、MTVのリアリティテレビ番組2本で紹介され、2005年にケーブルテレビのネットワークで放映された。
テンプルシティとローズミードはエミー賞を受賞したテレビ番組『素晴らしき日々』（1988年-1993年）の背景になった。テンプルシティのラス・トゥナス・ドライブはアーノルド家の想像上の故郷で中心街として使われ、ローズミード高校はその町の高校になった。コビーナ中心街はショー番組『ロズウェル』で使われた。
ウィッティア市も多くの映画やテレビ番組に使われている。ロバート・ゼメキスの『バック・トゥ・ザ・フューチャー』3部作（1985年、1989年、1990年）ではウィッティア高校がハイバレー高校として使われた。マイケル・J・フォックスの扮した主人公がシティ・オブ・インダストリーのプエンテヒルズ・モールにある巨大な駐車場にタイムトラベルするが、これは想像上のツインパインズ・モールとローンパイン・モールの場所として使われた。パサデナのギャンブルハウスはクリストファー・ロイド扮する人物の1950年代マンションの外観となった。エルモンテ市は荒廃した未来の地区となった。フォックスを起用した別の映画『ティーン・ウルフ』は大部分がアルカディアで撮影された。パサデナの赤十字支部ビルはテレビ番組『JAG』のJAG本部として使われ、カリフォルニア工科大学のキャンパスはテレビ番組『Numb3rs』で"Cal Sci"キャンパスとして何度も出ている。
主人公の住居として使われた実際の家屋もパサデナの南端にある。ウィッティア・アップタウンは1987年の映画『Masters of the Universe』の主要な場所であり、多くのシーンでその地区の建物が写され、しかもその大半はその年のウィッティア・ナローズ地震で損傷を受けるか破壊される前のものである。トム・ハンクスを起用した1994年の映画『フォレスト・ガンプ/一期一会』はモントレーパークのイーストロサンゼルス・カレッジで一部が撮影された。モンロビア中心街のマートル・アベニュー部は多くの映画やテレビ・コマーシャルに使われた。モンロビアの多くの場所が、テレビ番組『ピケット・フェンス』で想像上のウィスコンシン州ロームの外観に使われた。1990年代のテレビ番組『ロズウェル - 星の恋人たち』はコビーナで撮影され、特に中心街が使われた。最近の例では、シティ・オブ・インダストリーの閉鎖されたイケアがあった場所が、アンジェリーナ・ジョリーとブラッド・ピットの主演した2005年の映画『Mr.&Mrs. スミス』で使われた。そのイケアの通り向かいには4本のレーストラックがある娯楽センターのスピードゾーンがあり、映画『Guess Who』と『クラークス2/バーガーショップ戦記』およびテレビの『Melrose Place』、『CSI:マイアミ』、『ヘルズ・キッチン〜地獄の厨房』、『Attack of the Show!』等に使われた。

## 気候
ロサンゼルス地域の大半と同様、サンガブリエル・バレーは一年中暖かく、日照の多い地中海性気候にある。雨は散発的である。雪は極めて希だが、近くのサンガブリエル山脈ではしばしば降雪がある。
| パームスプリングス（北部）の気候 | パームスプリングス（北部）の気候 | パームスプリングス（北部）の気候 | パームスプリングス（北部）の気候 | パームスプリングス（北部）の気候 | パームスプリングス（北部）の気候 | パームスプリングス（北部）の気候 | パームスプリングス（北部）の気候 | パームスプリングス（北部）の気候 | パームスプリングス（北部）の気候 | パームスプリングス（北部）の気候 | パームスプリングス（北部）の気候 | パームスプリングス（北部）の気候 | パームスプリングス（北部）の気候 |
| 月                               | 1月                              | 2月                              | 3月                              | 4月                              | 5月                              | 6月                              | 7月                              | 8月                              | 9月                              | 10月                             | 11月                             | 12月                             | 年                               |
| -------------------------------- | -------------------------------- | -------------------------------- | -------------------------------- | -------------------------------- | -------------------------------- | -------------------------------- | -------------------------------- | -------------------------------- | -------------------------------- | -------------------------------- | -------------------------------- | -------------------------------- | -------------------------------- |
| 平均最高気温 °C （°F）           | 21 (70)                          | 22 (71)                          | 22 (72)                          | 25 (77)                          | 26 (79)                          | 29 (84)                          | 32 (89)                          | 32 (90)                          | 31 (88)                          | 28 (83)                          | 24 (76)                          | 22 (71)                          | 24 (75)                          |
| 平均最低気温 °C （°F）           | 6 (43)                           | 7 (45)                           | 8 (47)                           | 10 (50)                          | 13 (55)                          | 15 (59)                          | 17 (62)                          | 17 (63)                          | 16 (61)                          | 13 (55)                          | 8 (46)                           | 6 (42)                           | 10 (50)                          |
| 出典：weather.com August 2010    |                                  |                                  |                                  |                                  |                                  |                                  |                                  |                                  |                                  |                                  |                                  |                                  |                                  |

## 高等教育機関
- アライアント国際大学、私立 - アルハンブラ
- アートセンター・カレッジ・オブ・デザイン、教養科目 - パサデナ
- アズサ太平洋大学(APU)、私立 - アズサ
- カリフォルニア工科大学 (Caltech)、私立 - パサデナ
- カリフォルニア州立ポリテクニク大学ポモナ校 (Cal Poly Pomona)、公立 - ポモナ
- カリフォルニア州立大学ロサンゼルス校、公立 - ロサンゼルス
- クレアモント大学院大学、私立大学院大学 - クレアモント
- クレアモント・マッケナ・カレッジ、私立カレッジ - クレアモント
- シトラス・カレッジ、コミュニティ・カレッジ - グレンドラ
- デジタル・ビジネス・アンド・デザイン・カレッジ (DBD)、私立カレッジ - エルモンテ
- イーストロサンゼルス・カレッジ (ELAC)、コミュニティ・カレッジ - モントレーパーク
- フラー神学大学、私立カレッジ - パサデナ
- ハーベイ・マッド・カレッジ、私立カレッジ - クレアモント
- ITT工科大学 (ITT Tech)、私立カレッジ - サンディマス
- ケック大学院大学、私立大学院大学 - クレアモント
- ライフ太平洋大学、私立バイブル・カレッジ - サンディマス
- マウント・サンアントニオ・カレッジ (Mt. SAC)、コミュニティ・カレッジ - ウォルナット
- パサデナシティ・カレッジ (PCC)、コミュニティ・カレッジ - パサデナ
- ピッツァー・カレッジ、私立カレッジ - クレアモント
- ポモナ・カレッジ、私立カレッジ - クレアモント
- リオホンド・カレッジ、コミュニティ・カレッジ - ウィッティア
- スクリプス・カレッジ、私立カレッジ - クレアモント
- フェニックス大学、成人教育 - ダイアモンドバーとパサデナ
- ユニバーシティ・オブ・ザ・ウェスト (UWest)、私立 - ローズミード
- ウェスタン健康科学大学 (WU)、私立 - ポモナ
- ウィッティア・カレッジ (WC)、私立カレッジ - ウィッティア
- ウィリアム・ケリー国際大学、私立 - パサデナ

## 見どころ

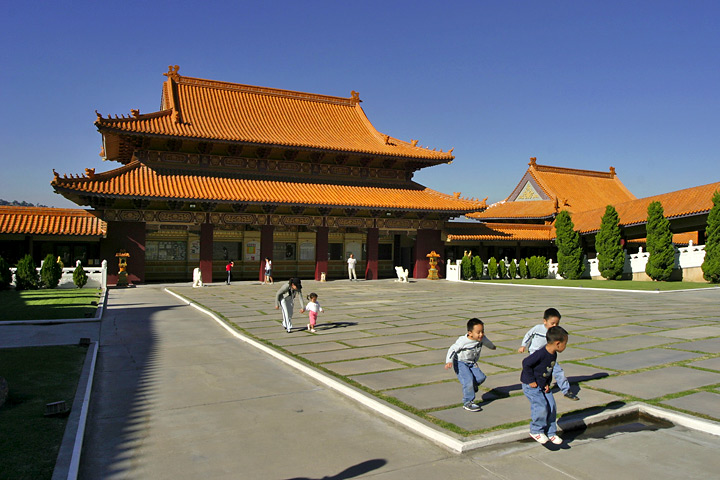
西來寺、ハシエンダハイツ、西半球で2番目に大きな仏教寺院と修行所

- デスカンソ庭園 - ラカニャーダフリントリッジ
- ガルスター自然公園 - ウェストコビーナ
- デビルズゲイト貯水池 - パサデナ
- コビーナ中心街 - コビーナ
- フランク・G・ボネリ地域郡立公園、人工公園 - サンディマス
- レイクス・エンタテインメント・センター - ウェストコビーナ
- ウェストフィールド・サンタアニータ - アルカディア（サンガブリエル・バレー最大のモール）
- ホームステッド博物館、ピオ・ピコ埋葬地 - シティ・オブ・インダストリー
- 西來寺 - ハシエンダハイツ
- ハンティントン・ライブラリーおよび植物園 - サンマリノ
- トヨタ・スピードウェイ・アット・アーウィンデール - アーウィンデール
- ロサンゼルス郡樹木植物園 - アルカディア
- 大天使サンガブリエル伝道所 - サンガブリエル
- ノートン・サイモン美術館 - パサデナ
- パサデナ・オールドタウン - パサデナ
- ピオ・ピコ州立歴史公園 - ウィッティア
- レイジング・ウォーターズ、アミューズメントパーク - サンディマス
- ローズボウル - パサデナ
- サンタアニータ公園、競馬場 - アルカディア
- サンタフェ・ダム・レクリエーション地域 - アーウィンデール
- ブローマンズ・ブックストア、最古の独立系書店 - パサデナ
- アイスハウス、喜劇場 - パサデナ
- ローズヒルズ記念公園、世界でも1か所にまとまる墓地として最大 - ウィッティア
- ピオ・ピコ・ハウス - ウィッティア

## 本社を置く会社
- アベリー・デニソン（包装材） - パサデナ
- コミュニティ銀行 - パサデナ
- イーストウェスト銀行（大きな中国系アメリカ人銀行） - パサデナ
- エディソン・インタナショナル（大規模エネルギー供給者） - ローズミード
- ハイフォン・フーズ（アジアホットソースのトップ企業） - ローズミード
- インディマック連邦銀行 - パサデナ
- ビューソニック（コンピュータ・モニター） - ウォルナット
- パンダ・レストラン・グループ（最大の中華料理店チェーン） - ローズミード
- トレーダー・ジョーズ（食品ストア） - モンロビア